# Jean-François Jenny-Clark
Jean-François "J.F." Jenny-Clark (Toulouse, 12 juli 1944 – Paris, 6 oktober 1998) was een Franse contrabassist. Hij werd beschouwd als een van de belangrijkste bassisten in de Europese jazz.

## Biografie
Jenny-Clark's familie stamt uit Amerika. Na twee jaren als autodidact met de contrabas te hebben gespeeld, ging hij naar het Conservatoire National de Musique, waar hij in 1968 zijn studie afsloot. Tijdens zijn studie ging hij samenwerken met drummer Aldo Romano en de twee vormden in de jaren erop de ritmische basis voor verschillende groepen. De twee speelden in de groep van Bernard Vitet en het kwintet van Don Cherry (1965), namen op met Steve Lacy en traden op met Keith Jarrett (rond 1970). Ze werkten ook samen met Jasper van 't Hof's groep Pork Pie (met Charlie Mariano, circa 1975). Jenny-Clark speelde ook met onder andere Michel Portal, Barney Wilen, Charles Tolliver, Steve Kuhn en Slide Hampton.
Hij was lid van Diego Masson's ensemble Musique Vivante en speelde daarmee interpretaties van hedendaagse composities van John Cage, Luciano Berio, Mauricio Kagel, Karlheinz Stockhausen, Pierre Boulez en Vinko Globokar.
Met Albert Mangelsdorff leidde hij het German-French jazz ensemble, in de jaren 1984-1987. Vanaf 1985 was hij hoofdzakelijk actief in een trio met de Duitse pianist Joachim Kühn en de Zwitserse drummer Daniel Humair.
Zijn timing, intonatie en zijn geschiktheid om in ensembles te spelen, maakten hem tot een veelgevraagde begeleider. Hij speelde tevens met Joe Henderson, Gato Barbieri, Chet Baker, Stan Getz, Helen Merrill, Richard Galliano, Michel Petrucciani en Martial Solal. Hij heeft slechts één album onder eigen naam opgenomen, 'Unison' in 1987.
In 1974 kreeg de bassist een Prix Django Reinhardt.
Jenny-Clark overleed aan de gevolgen van longkanker.

## Discografie
| Titel                                       | Musici                                  | Jaar |
| ------------------------------------------- | --------------------------------------- | ---- |
| Togetherness                                | Gato Barbieri & Don Cherry              | 1965 |
| Symphony for Improvisers                    | Don Cherry                              | 1966 |
| New Feelings                                | Giorgio Gaslini                         | 1966 |
| Zodiac                                      | Barney Wilen                            | 1966 |
| Le Départ Bande Originale du Film           | Krzysztof Komeda                        | 1967 |
| Le Nouveau Jazz                             | Barney Wilen                            | 1967 |
| Obsession                                   | Gato Barbieri                           | 1967 |
| Sounds of Feeling                           | Joachim Kühn                            | 1969 |
| Bold Music                                  | Joachim Kühn                            | 1969 |
| Our Meanings and our Feelings               | Michel Portal                           | 1969 |
| Aus des sieben Tagen                        | Karlheinz Stockhausen                   | 1969 |
| Epistrophy                                  | Steve Lacy                              | 1969 |
| Comme à la Radio                            | Brigitte Fontaine                       | 1969 |
| Paris is Wonderful                          | Joachim Kühn                            | 1970 |
| Sans Tambours Ni Trompettes                 | Martial Solal                           | 1970 |
| Orfeo Novo                                  | Egberto Gismonti                        | 1970 |
| The Sun Is Coming Up                        | Ric Colbeck                             | 1970 |
| Laborintus 2                                | Luciano Berio                           | 1970 |
| For All It Is                               | Barre Phillips                          | 1971 |
| Jazzworkshop 1971                           | Norddeutscher Rundfunk                  | 1971 |
| Last Tango in Paris                         | Gato Barbieri                           | 1972 |
| Perception and Friends                      | Perception                              | 1972 |
| Bolivia                                     | Gato Barbieri                           | 1973 |
| Transitory                                  | Pork Pie                                | 1974 |
| Jazz a Confronto 11                         | Franco Ambrosetti                       | 1974 |
| Black Narcissus                             | Joe Henderson                           | 1975 |
| Three Originals                             | Albert Mangelsdorff                     | 1975 |
| Watch Devil Go                              | Jacques Thollot                         | 1975 |
| Une Bien Curieuse Planète                   | François Jeanneau                       | 1975 |
| Jazz a Confronto 15                         | Charlie Mariano                         | 1975 |
| Jazz a Confronto 17 / JAC's Anthology       | Ambrosetti, Griffin, Grossman, d'Andrea | 1975 |
| Jazz a Confronto 28                         | Paris Quartet                           | 1975 |
| Ad Lib                                      | Michel Graillier                        | 1976 |
| Sonata Erotica                              | Jean-Luc Ponty                          | 1976 |
| Lettres d'Amour et de Haine                 | Benito Merlino                          | 1976 |
| Ephémère                                    | François Jeanneau                       | 1977 |
| Divieto Di Santificazione                   | Aldo Romano                             | 1977 |
| Invitation                                  | Massimo Urbani                          | 1977 |
| Techniques Douces                           | François Jeanneau                       | 1977 |
| New Moon (Musica)                           | Steve Grossman                          | 1978 |
| Enrico Rava Quartet                         | Enrico Rava                             | 1978 |
| Invitation                                  | Siegfried Kessler                       | 1979 |
| Sunbird                                     | Gordon Beck                             | 1979 |
| Il Piacere                                  | Aldo Romano                             | 1979 |
| Around 6                                    | Kenny Wheeler                           | 1979 |
| Session in Paris, vol.2 - Colour of Dream   | Masahiko Togashi                        | 1979 |
| You Better Fly Away                         | Clarinet Summit                         | 1979 |
| In Paris vol. 2                             | Chet Baker                              | 1979 |
| Le Voyage                                   | Paul Motian                             | 1979 |
| Soli Solo...Plus                            | Divers                                  | 1979 |
| Electronic Sonata for Souls Loved by Nature | George Russell Sextet                   | 1980 |
| En Direct d'Antibes                         | René Urtreger                           | 1980 |
| Live in Montreux                            | Albert Mangelsdorff                     | 1980 |
| Michel Petrucciani                          | Michel Petrucciani                      | 1981 |
| Stress                                      | Marius Constant                         | 1981 |
| L'ombre Rouge – Bande Originale du Film     | Michel Portal                           | 1981 |
| Dreamdrops                                  | Michel Graillier                        | 1982 |
| Easy to Read                                | Kühn / Humair / Jenny-Clark             | 1986 |
| Unison                                      | Jean-François Jenny-Clark               | 1987 |
| Men's Land                                  | Michel Portal                           | 1987 |
| Welcome                                     | Fasoli, Wheeler, Humair, Jenny-Clark    | 1987 |
| Turbulence                                  | Michel Portal                           | 1987 |
| 9.11 pm Town Hall                           | Portal, Ducret, Kühn etc.               | 1988 |
| Til C.                                      | Grand Orchestre Bekummernis             | 1988 |
| Just Friends                                | Helen Merrill                           | 1989 |
| From Time to Time Free                      | Kühn / Humair / Jenny-Clark             | 1989 |
| Live au Théâtre de la Ville                 | Kühn / Humair / Jenny-Clark             | 1989 |
| La Petite Bouteille de Linge                | John Greaves                            | 1990 |
| Land                                        | Claudio Fasoli                          | 1990 |
| Destroy                                     | Blue Ensemble                           | 1990 |
| Assolutamente                               | Jean Schwarz                            | 1990 |
| Years Old                                   | Georges Paczynski                       | 1991 |
| Autumn in Paris                             | Masahiko Togashi                        | 1991 |
| Sans Titre                                  | Mudai Trio                              | 1992 |
| Ternaire                                    | Friedman, Humair, Jenny-Clark           | 1992 |
| Carambolage                                 | Kühn / Humair / Jenny-Clark             | 1992 |
| Euro African Suite                          | Joachim Kühn and Ray Lema               | 1992 |
| Domaines                                    | Pierre Boulez                           | 1992 |
| A Winter's Tale                             | Tony Hymas / Jacques Thollot            | 1992 |
| Nemo                                        | Rémi Charmasson                         | 1993 |
| Sokoa Tanz                                  | Blue Ensemble                           | 1993 |
| Usual Confusion                             | Kühn / Humair / Jenny-Clark             | 1993 |
| The Kühn / Humair / Jenny-Clark Collection  | Kühn / Humair / Jenny-Clark             | 1993 |
| Canto                                       | Jean Schwarz                            | 1993 |
| Open Architecture                           | Humair, Bergonzi, Jenny-Clark           | 1993 |
| Seventy                                     | Charlie Mariano                         | 1993 |
| Le Vivre                                    | Nelly Pouget                            | 1993 |
| Any Way                                     | Michel Portal                           | 1993 |
| Surrounded 1964–1987                        | Daniel Humair                           | 1994 |
| Half a Lifetime                             | Fredy Studer en Christy Doran           | 1994 |
| Levin'Song                                  | Paczynski, Levinson, Jenny-Clark        | 1994 |
| Dernier Carat                               | Jenny-Clark, Adam, Guédon               | 1994 |
| Les Jardins du Casino                       | Harry Beckett                           | 1995 |
| Un Ciel de Traine                           | Philippe Ducourtioux                    | 1995 |
| Europeana                                   | Mike Gibbs w/ Joachim Kühn              | 1995 |
| Robert Kaddouch sur France-Musique          | Robert Kaddouch                         | 1995 |
| Dolorès                                     | Jean-Louis Murat                        | 1996 |
| Anniversary                                 | Flavio Ambrosetti                       | 1996 |
| Musique de l'Opéra de Quat'Sous             | Kühn / Humair / Jenny-Clark             | 1996 |
| Versions Jane                               | Jane Birkin                             | 1996 |
| Tomorrowland                                | Jasper Van't Hof                        | 1996 |
| Quatre Fois Trois                           | Daniel Humair                           | 1997 |
| Takiya ! Tokaya !                           | Jean-Marc Padovani                      | 1997 |
| French Touch                                | Richard Galliano                        | 1998 |
| Triple Entente                              | Kühn / Humair / Jenny-Clark             | 1998 |
| Concerts Inédits                            | Richard Galliano                        | 2000 |
| A Demain                                    | Frédéric Escoffier                      | 2001 |
| Solo                                        | Jean-François Jenny-Clark               | 2003 |

- Bibliothèque nationale de France: cb138956329 (data)
- Gemeinsame Normdatei: 134625102
- International Standard Name Identifier: 0000 0000 7692 9976
- Library of Congress Control Number: n85078618
- MusicBrainz: 537dcc0c-d804-45f4-aa3c-2184b7c6f6e7
- Nationale Bibliotheek van Israël: 987007438166305171
- Nederlandse Thesaurus van Auteursnamen: 098252429
- Réseau des bibliothèques de Suisse occidentale: 02-A003424292
- SNAC: w6bz86v9
- Système universitaire de documentation: 07853268X
- Virtual International Authority File: 88075803
- WorldCat: E39PBJrrBw83XQYdMPjKR4YByd